# Heliophanus uvirensis
Heliophanus uvirensis är en spindelart som beskrevs av Wesolowska 1986. Heliophanus uvirensis ingår i släktet Heliophanus och familjen hoppspindlar. Inga underarter finns listade i Catalogue of Life.